# لوران کروچی
لوران کروچی (انگلیسی: Laurent Croci؛ زادهٔ ۸ دسامبر ۱۹۶۴) بازیکن فوتبال اهل فرانسه است.
از باشگاه‌هایی که در آن بازی کرده‌است می‌توان به باشگاه فوتبال کارلایل یونایتد، باشگاه فوتبال داندی، باشگاه فوتبال بوردو، و باشگاه فوتبال سوشو اشاره کرد.